# KOI-2474.01
KOI-2474.01 est une candidate d'exoplanète découverte par des chercheurs lors de la troisième analyse des données du télescope spatial Kepler. Cette planète a été découverte en 2013 par la méthode des transits de l'étoile variable en rotation KOI-2474. L'étoile KOI-2474 se situe dans la constellation du Cygne à 1 825 années-lumière de la Terre.

## Caractéristiques de KOI-2474
Si l'existence de KOI-2474.01 est confirmée, il s'agirait donc d'une super-Terre située dans la zone habitable de son étoile, le télescope spatial a enregistré des données qui indiquent que si elle existe, son indice de similarité avec la Terre doit être assez élevé. Si la planète existe bien, elle orbiterait à 0,574 UA de son étoile et elle bouclerait une orbite en 6.10 heures.